# Arthur Jones
Arthur Willis Jones III (* 3. června 1986 v Rochesteru, stát New York) je hráč amerického fotbalu nastupující na pozici Defensive tackla za tým Indianapolis Colts v National Football League. Univerzitní fotbal hrál za Syracuse University, poté byl vybrán v pátém kole Draftu NFL 2010 týmem Baltimore Ravens.

## Mládí
Jones se narodil v Rochesteru a později se jeho rodina přestěhovala do Endicottu, kde navštěvoval Union–Endicott High School. Kromě amerického fotbalu se rovněž věnoval zápasu. Za místní fotbalový klub si v posledním ročníku připsal 64 tacklů, šest sacků a jeden fumble recovery, čímž pomohl týmu k titulu v soutěži „Section IV“. Po sezóně byl Jones ohodnocen jako 18. nejlepší hráč na své pozici ve státě New York sportovním magazínem SuperPrep. Protože byl uznávaným webem Rivals.com ohodnocen pouze dvěma hvězdičkami, neobjevil se mezi nejlepšími Defenzivními tackly v USA. Z několika nabídek dal přednost Syracuse University před University of Pittsburgh a Rutgers University.

## Univerzita
V sezóně 2006 nastoupil Jones do každého utkání a celkem si připsal 15 tacklů, sack a fumble recovery. O rok později už se stal startujícím hráčem, přičemž si přispal 17,5 tacklu pro ztrátu, včetně devíti v jediném utkání proti Iowě. Jeho statistiky by byly ještě lepší, kdyby proti University of South Florida neutrpěl zranění kotníku, ale i tak byl za své výkony zvolen do druhého all-stars týmu konference Big East. Ve skvělých výkonech pokračoval i v ročníku 2008, proti Pennsylvania State University zaznamenal sack a tři tackly pro ztrátu. Po sezóně byl vybrán do prvního all-stars týmu konference Big East a byl rovněž jedním z kandidátů na umístění v celonárodním all-stars týmu. V sezóně 2012 vynechal tři utkání z dvanácti, celkem zaznamenal 19 tacklů (7 pro ztrátu), 1,5 sacku, 2 fumbly a podruhé za sebou byl zvolen do prvního all-stars týmu konference Big East.

## Profesionální kariéra

### Baltimore Ravens
Jones byl považován za jednoho z nejlepších Defenzivních tacklů v nabídce při Draftu NFL 2010. Nakonec byl vybrán až v pátém kole draftu jako 157. hráč celkově týmem Baltimore Ravens a 21. června 2010 s ním podepsal tříletou smlouvu.
Během nováčkovské sezóny 2010 Jones odehrál pouze dva zápasy a do statistik nezasáhl. O rok později už zasáhl do čtrnácti utkání, z toho jednou jako startující hráč a připsal si 20 tacklů. V ročníku 2012 to bylo již 16 odehraných zápasů (šestkrát jako startující hráč), 47 tacklů (20 asistovaných), 4,5 sacku a forced fumble. Ravens se probojovali až do Super Bowlu XLVII, ve kterém proti 49ers Jones zaznamenal fumble recovery a také klíčový sack Quarterbacka Colina Kaepernicka. Ravens nakonec zvítězili 34:31 a Jones tak získal první prsten pro šampiona Super Bowlu. V ročníku 2013 se stal startujícím hráčem, odehrál 14 zápasů a zaznamenal 53 tacklů a 4 sacky.

### Indianapolis Colts
11. března 2014 podepsal Jones jako volný hráč pětiletý kontrakt s Indianapolis Colts za více než 30 milionů dolarů.
Těsně před startem sezóny 2015 byl ovšem Jones napsán na seznam zraněných s poraněným kotníkem. Nakonec stihl odehrát devět utkání (třikrát jako startující hráč) a připsat si 23 tacklů (8 asistovaných), 1,5 sacku a forced fumble.

### Washington Redskins
1. listopadu 2018 podepsal Jones smlůouvu s Washington Redskins, ale již 11. listopadu byl zapsán na listinu zraněných hráčů s vyklobeným ramenem. Po skončení sezóny pak přes Instagram oznámil ukončení kariéry.

## Osobní život
Jones získal univerzitní titul v oboru komunikace a rétorická studia. Jeho bratr Jon Jones je bývalým šampiónem UFC lehkotěžké váhy, další bratr Chandler je Outside linebackerem týmu Arizona Cardinals. Arthur si vzal středoškolskou lásku Sunny a spolu vychovávají syna Arthura IV, 29. dubna 2013 se mu rovněž narodila dcera.